# Charleton
Charleton är en civil parish i Storbritannien.   Den ligger i grevskapet Devon och riksdelen England, i den södra delen av landet, 290 km sydväst om huvudstaden London.